# 54 (pel·lícula)
54 és una pel·lícula estatunidenca dirigida per Mark Christopher l'any 1998.
El 2008, es va projectar una versió pirata del tall del director a l'Outfest, la qual cosa va generar interès pel seu llançament. El 2015, Christopher i Miramax van estrenar una nova edició de la pel·lícula al Festival Internacional de Cinema de Berlín, amb 45 minuts de material original restaurat i 30 minuts de nova gravació d'estudi eliminats.
Basada en dos curtmetratges que va fer Mark Christopher, Miramax Films va convèncer Christopher perquè dirigís el llargmetratge sobre Studio 54. Havia passat cinc anys investigant sobre el club i el període mentre treballava en un guió. Miramax va comprar un guió parcial el 1995 i va desenvolupar el guió amb el cineasta durant més d'un any.
La pel·lícula va rebre crítiques gairebé pobres, però va ser un èxit comercial, amb una recaptació de 16 milions de dòlars i un pressupost estimat de 13 milions de dòlars.Mike Myers, en el seu primer paper dramàtic seriós, va obtenir de les poques crítiques positives pel seu paper a la pel·lícula. El paper va ser l'única incursió de Myers en el drama fins a Maleïts malparits del 2009 i Bohemian Rhapsody del 2018.

## Argument
A finals dels anys 70, el ric empresari Steve Rubell fa arreglar un estudi de televisió abandonat, situat a Manhattan, en un night club batejat com a Studio 54. El local esdevingué ràpidament un lloc clau de la vida nocturna novaiorquesa.
Shane O'Shea té 19 anys i prové d'una família obrera d'una petita localitat de Nova Jersey, que es retroba a Nova York i hi descobreix l'univers del luxe, la luxúria i la decadència…

## Repartiment
- Ryan Phillippe: Shane O'Shea
- Salma Hayek: Anita
- Neve Campbell: Julia Black
- Mike Myers: Steve Rubell
- Sela Ward: Billie Auster
- Daniel Lapaine: Marc el porter
- Erika Alexander: Ciel
- Mark Ruffalo: Ricko
- Ron Jeremy: Ron
- Sean Sullivan: Andy Warhol
- Michael York: Ambaixador
- Lauren Hutton: Liz Vangelder
- Breckin Meyer: Greg Randazzo
- Sherry Stringfield: Viv
- Ellen Albertini Dow: Disco Dottie
- Cameron Mathison: Atlanta
- Noam Jenkins: Romeo
- Heather Matarazzo: Grace O'Shea
- I també, en papers petits, Sheryl Crow, Cindy Crawford, Heidi Klum, Donald Trump, Art Garfunkel i Peter Bogdanovich.